# Jacek Walczak
Jacek Walczak (ur. 3 lipca 1965 w Sieradzu) – polski samorządowiec i urzędnik, od 2006 do 2014 prezydent Sieradza.

## Życiorys
Ukończył studia ekonomiczne. Pracował w Wojewódzkim Funduszu Ochrony Środowiska i Gospodarki Wodnej, Państwowej Inspekcji Ochrony Środowiska Wojewódzkiego, Agencji Restrukturyzacji i Modernizacji Rolnictwa. W wyborach samorządowych w 1998 bezskutecznie ubiegał się o mandat radnego Sieradza z listy Akcji Wyborczej Solidarność. W latach 2004–2006 był sekretarzem gminy Bolesławiec.
W bezpośrednich wyborach w 2006 kandydował na urząd prezydenta Sieradza z ramienia Platformy Obywatelskiej. Wygrał w drugiej turze, pokonując dotychczasową prezydent tego miasta. Cztery lata później uzyskał reelekcję. W 2014 nie został wybrany na kolejną kadencję, wszedł natomiast do rady powiatu sieradzkiego, utrzymując mandat również w 2018. W 2015 i 2019 kandydował bez powodzenia do Senatu. W 2024 został wybrany na radnego miejskiego w Sieradzu.

## Odznaczenia
Otrzymał Brązowy Krzyż Zasługi (2015) oraz Brązową Odznaką „Zasłużony dla Ochrony Przeciwpożarowej” (2009).